# سیلاس کیپلاگات
سیلاس کیپلاگات (انگلیسی: Silas Kiplagat؛ زادهٔ ۲۰ اوت ۱۹۸۹) یک دونده دو نیمه‌استقامت اهل کنیا است. از افتخارات وی میتوان به کسب مدال نقره دو ۱۵۰۰ متر در ۲۰۱۱ دئگو اشاره کرد.